# Přívozec (zámek)
Přívozec je zámek ve stejnojmenné vesnici v okrese Domažlice. Postaven byl nejspíše na místě starší tvrze ve druhé polovině osmnáctého století.

## Historie
První písemná zmínka o vesnici z roku 1366 je nepřímá a nachází se v predikátu Sezemy z Přívozce. Předpokládá se, že již v té době ve vsi stála tvrz výslovně uvedená až v roce 1417. Do padesátých let patnáctého století se na ní vystřídala řada majitelů, ale nakonec připadla jako odúmrť králi Ladislavovi, který ji zpustošenou daroval Janu Caltovi z Kamenné Hory. Někdy poté panství získali vladykové z Opálky, kteří tvrz nechali obnovit. Podruhé byla tvrz pravděpodobně opuštěna po roce 1528, kdy přívozecké panství získal Jan mladší Kanický z Čachrova, který sídlil v Kanicích. Později se stal vlastníkem tvrze Jiří Kanický, jehož synové se roku 1585 rozdělili o majetek, a Přívozec připadl Jindřichovi Kanickému, kterému patřil až do roku 1604. V letech 1604–1608 patřila vesnice se dvorem Jiřímu Kočovskému z Kočova, který ji prodal Smilu Vřesovci z Vřesovic. Příslušníkům jeho rodu zůstala až do roku 1748, kdy se Anna Alžběta z Vřesovic provdala za Jana Kryštofa z Dohalic.
Podle Augusta Sedláčka byla poslední majitelkou Eliška Kyšperská z Vřesovic, která se v roce 1753 provdala za Jana Bořka Dohalského z Dohalic. Noví majitelé nechali ve druhé polovině osmnáctého století nejspíše na místě původní tvrze postavit barokní zámek. Na zámku se narodili koncem 19. století bratři František, Antonín a Zdeněk Bořek-Dohnalští. Ve druhé polovině dvacátého století zámek využívalo chotiměřské jednotné zemědělské družstvo jako byty pro své zaměstnance.
Zámek je dlouhodobě opuštěný a zchátralý.

## Stavební podoba
Jednopatrová zámecká budova má obdélníkový půdorys s dvojitou střechou, ze které vybíhá vížka s cibulovou střechou.